# アナスタシア・ヤンコヴァ
アナスタシア・ヤンコヴァ（ロシア語: Анастасия Янькова, ラテン文字転写: Anastasia Yankova、1991年3月1日 - ）は、ロシアの女性総合格闘家、キックボクサー。モスクワ出身。AKAタイランド所属。

## 来歴
アメリカのテレビドラマ『ジーナ』に影響され、6歳から14歳まで極真空手を習った。その後は一時学業に専念していたが、19歳からムエタイを始め、2011年にロシアの国内王座を獲得。キックボクシングではロシアのメジャー団体「W5」等に参戦し、11勝2敗の戦績を残した。
2013年10月4日、総合格闘技デビュー戦を行い、2RにVクロスアームロックで一本勝ちを収めた。

### Bellator
2016年4月16日、Bellator初参戦となったBellator 152でアンジェラ・ピンクと対戦し、試合開始95秒で腕ひしぎ十字固めを極めて一本勝ち。
2018年5月25日、Bellator 200でケイト・ジャクソンと対戦し、0-3の判定負け。キャリア初黒星を喫した。

## 人物・エピソード
- 母国では「ラウンドガールより美しいファイター」として注目を集め、ナイキの広告塔を務める、ファッション雑誌『VOGUE』のロシア版で特集が組まれる等、モデルとしても活躍している[3][4]。

## 戦績
| 総合格闘技 戦績 | 総合格闘技 戦績 | 総合格闘技 戦績 | 総合格闘技 戦績 | 総合格闘技 戦績 | 総合格闘技 戦績 | 総合格闘技 戦績 |
| --------------- | --------------- | --------------- | --------------- | --------------- | --------------- | --------------- |
| 6 試合          | (T)KO           | 一本            | 判定            | その他          | 引き分け        | 無効試合        |
| 5 勝            | 0               | 3               | 2               | 0               | 0               | 0               |
| 1 敗            | 0               | 0               | 1               | 0               | 0               | 0               |

| 勝敗 | 対戦相手                     | 試合結果                    | 大会名                               | 開催年月日     |
| ×    | ケイト・ジャクソン           | 5分3R終了 判定0-3           | Bellator 200: Carvalho vs. Mousasi   | 2018年5月25日  |
| ○    | エリーナ・カリオニドウ       | 5分3R終了 判定3-0           | Bellator 176: Carvalho vs. Manhoef 2 | 2017年4月8日   |
| ○    | ヴェータ・アルテアガ         | 5分3R終了 判定2-1           | Bellator 161: Kongo vs. Johnson      | 2016年9月16日  |
| ○    | アンジェラ・ピンク           | 1R 1:35 腕ひしぎ十字固め    | Bellator 152: Italy                  | 2016年4月16日  |
| ○    | チョンマニー・ソー・テヒラン | 1R 2:31 腕ひしぎ十字固め    | EFN: Fight Nights Petersburg         | 2015年10月23日 |
| ○    | エレオノラ・タッシナーリ     | 2R 0:26 Vクロスアームロック | White Rex: The Birth of a Nation     | 2013年10月4日  |